# 적분상수
적분상수(積分常數)는 미분의 역과정인 부정적분을 했을 때 생기는 상수로, 임의의 값을 취한다. 적분상수는 주로 영어 알파벳 대문자 {\displaystyle C}나 {\displaystyle D}를 사용하여 나타낸다.
{\displaystyle \int f(x)\,dx=F(x)+C}